# Calameuta pallipes
Calameuta pallipes är en stekelart som först beskrevs av Johann Christoph Friedrich Klug 1803.  Calameuta pallipes ingår i släktet Calameuta, och familjen halmsteklar. Arten är reproducerande i Sverige.